# Resårband
Resårband är band som kan sträckas långt och ändå återgå till ursprungsform. De tillverkas ofta med inlagda trådar av exempelvis gummi eller elastan. 
Resårband används i hemtextilier och kläder för åtsnörning eller rynkeffekter. Byxor och leggings kan ha ett påsytt resårband som träs under foten för att hålla plagget på plats.
Resårstickning ger en liknande effekt men utgörs av en teknik att växla räta och aviga maskor i olika kombinationer. Muddar på exempelvis fritids- och arbetskläder är ofta resårstickade. Sömnad av resårstickade varor fordrar stygn med elastiska egenskaper.
Resår används också som benämning för en plaggdel med stor töjbarhet, som åstadkoms genom just resårstickning eller resårband.

## Etymologi
Ordet resår är ett inlån från franska ressort = spänstighet. Detta är besläktat med ressortir = gå ut igen.